# Panský stav
Panský stav (německy Herrenstand) byla do poloviny 17. století byla součást stavovského uspořádání v Českých zemích a současně jediným stavem vyšší šlechty. Z důvodu svého státoprávnímu postavení se rozlišovalo mezi zbylými zástupci titulované šlechty ve Svaté říši římské.
Panský stav  (panstvo, Domini, barones, magnates) byl v českých zemích, Polsku a Uhersku stav vyšší šlechty, tvořený pány, příslušníky panských rodin. Oproti němu existoval stav nižší šlechty rytířstva, sestávající z rytířů a vladyků. V Čechách se počátky panského stavu kladou do 12. století, kdy se rozlišovali podle velikosti majetku a starožitnosti rodu viri nobiles majores, tedy držitelé velkých panství, potomci bývalých kmenových vládců, župané a nejvyšší zemští úředníci. Nicméně nic nebránilo tomu, aby vladyka nenabyl velkého panství či úřadu a nestal se pánem. Páni se při vojenských taženích obklopovali svou družinou a táhli do války pod svou korouhví, takže byli zváni korouhevními pány. Ve 14. století docházelo k uzavírání panského stavu a roku 1501 bylo přijato, že s povýšením šlechtice na pána musí ostatní panstvo souhlasit. Obvykle bylo takové postavení dědičné, feudální pánové skládali přísahu věrnosti panovníkovi – monarchovi.

## Dějiny
Vyvinul se jako systém vyšší šlechty (tzv. páni druhé hotovosti), tj. nejvýznamnějších rodů. V nejstarším stavovském uspořádání českého panstva z 18. března 1500 bylo stanoveno, že do panského stavu nesmí být povýšen nikdo, kdo není schopen doložit příslušnost svého rodu k rytířstvu nazpět nejméně po čtyři generace. Kromě toho musel navíc nejen král, nýbrž následně také zástupci ostatní staré šlechty, odsouhlasit možné přijetí do svých řad. V té době existovalo pouze 30 takových starých panských rodů v Čechách. V průběhu času se panské rody snažily omezit příliv dalších rodů, což se jim roku 1501 povedlo, když si vymohli, že: „…nechce žádného za pána přijíti leč by stav svůj vladyčí do čtvrtého kolena provedl“. V roce 1502 pak potvrdil král Vladislav Jagelonský panským rodům právo přijímat do panského stavu. Bylo rozlišováno mezi pány novoštítnými a pány starožitnými (po 3 generacích v panském stavu).

### Po Bílé hoře
Teprve politické změny následkem bitvy na Bílé Hoře umožnily českému králi oslabit přílišný vliv staré šlechty. 
S Obnoveným zřízením zemským z 10. května 1627 byla zároveň vytvořena nová posloupnost českých stavů. Na vrcholu stál nejvyšší klérus (arcibiskup pražský, ostatní biskupové atd.), následoval panský stav, který nyní vedle svobodných pánů a hrabat zahrnoval také vévody a knížata, následovaný rytířstvem s pozemky, a nakonec královská města. K přijetí do panského stavu však od té doby postačovalo udělení titulu svobodných pánů, hraběcího nebo knížecího titulu českým králem, případně udělení inkolátu zahraničnímu rodu s odpovídajícím titulem (v Čechách ovšem byly po roce 1627 automaticky uznávány jen tituly říšské šlechty, nikoli tituly z jiných zemí). Spolurozhodovací právo dosavadních panských rodů odpadlo. Byl-li někdo pouze příslušníkem rytířstva, obdržel nejprve přijetí do českého panského stavu. Teprve o tři generace později mohlo proběhnout přijetí mezi starou šlechtu nebo byl udělen titul starý český pán. Od této lhůty byly osvobozeny byly ty rody, kde tento titul již dříve získala alespoň jedna z panských nebo hraběcích linií rodu.

### Konec zvláštního postavení
Zvláštní postavení českého panského stavu bylo ukončeno vydáním stavovské ústavy roku 1849. I přesto se někteří členové považovali za ochránce a strážce práv českých zemí až do roku 1918.

## Význam
Devět ze třinácti nejvyšších státních úřadů smělo být vykonáváno výhradně členy panského stavu. Mezi ně patřily úřady nejvyššího purkrabího pražského, nejvyšší hofmistr nebo nejvyšší maršálek Českého království. Kromě toho zasedaly zmíněné osoby v zemském sněmu, požívaly privilegovaných pravomocí, osvobození od placení daní a další. Tato elita v Českém království získala státoprávní postavení, které daleko přesahovalo možnosti srovnatelné šlechty v jiných zemích.[zdroj?]